# (397) Вена
(397) Вена (397 Vienna) — небольшой астероид главного пояса, который принадлежит к редкому спектральному классу K. Он был открыт 19 декабря 1894 года французским астрономом Огюстом Шарлуа в обсерватории Ниццы и назван в честь города Вены, столицы Австрии.